# Siende och Norrbo tingslag
Siende och Norrbo tingslag var ett tingslag i Västmanlands län i Västmanlands mellersta domsaga.  Tingsstället var Västerås.  
Tingslaget bildades 1929 av Tuhundra, Siende och Yttertjurbo tingslag, del av Gamla Norbergs tingslag (Vagnsbro härad) och Norrbo tingslag
Tingslaget uppgick den 1 januari 1948 i Västmanlands mellersta domsagas tingslag.

## Ingående områden

### Socknarna i häraderna
- Siende härad
- Norrbo härad
- Tuhundra härad
- Yttertjurbo härad
- Vagnsbro härad